# Stagonospora maculata
Stagonospora maculata är en svampart som först beskrevs av Grove, och fick sitt nu gällande namn av R. Sprague 1948. Stagonospora maculata ingår i släktet Stagonospora och familjen Phaeosphaeriaceae.   Inga underarter finns listade i Catalogue of Life.